# Interprovincial Championship 1992-93
El Interprovincial Championship de 1992-93 fue la cuadragésimo séptima edición del torneo de equipos provinciales de la Isla de Irlanda, es decir tanto de la República de Irlanda como de Irlanda del Norte.

## Sistema de disputa
El torneo se disputó en formato de todos contra todos, otorgando 2 puntos por el triunfo, 1 por el empate y 0 por la derrota. El equipo que obtuviera más puntos al final del campeonato era declarado campeón.

## Desarrollo
- Tabla de posiciones:[1]

| Pos. | Equipo         | Encuentros | Encuentros | Encuentros | Encuentros | Tantos | Tantos | Tantos | Puntos |
| Pos. | Equipo         | PJ         | PG         | PE         | PP         | F      | C      | Dif    | Puntos |
| ---- | -------------- | ---------- | ---------- | ---------- | ---------- | ------ | ------ | ------ | ------ |
| 1.º  | Ulster Rugby   | 4          | 4          | 0          | 0          | 59     | 38     | +21    | 8      |
| 2.º  | Irish Exiles   | 4          | 2          | 0          | 2          | 63     | 57     | +6     | 4      |
| 3.º  | Leinster Rugby | 4          | 2          | 0          | 2          | 54     | 74     | -20    | 4      |
| 4.º  | Munster Rugby  | 4          | 1          | 0          | 3          | 64     | 62     | +2     | 2      |
| 5.º  | Connacht Rugby | 4          | 1          | 0          | 3          | 56     | 65     | -9     | 2      |

|  | Campeón. |

### Resultados
| 1992 | Irish Exiles | 19 - 13 | Munster |  |  |

| 1992 | Leinster | 16 - 14 | Irish Exiles |  |  |

| 1992 | Connacht | 28 - 9 | Leinster |  |  |

| 1992 | Munster | 11 - 12 | Ulster |  |  |

| 1992 | Leinster | 21 - 20 | Munster |  |  |

| 1992 | Ulster | 19 - 6 | Connacht |  |  |

| 1992 | Irish Exiles | 13 - 16 | Ulster |  |  |

| 1992 | Munster | 20 - 10 | Connacht |  |  |

| 1992 | Connacht | 12 - 17 | Irish Exiles |  |  |

| 1992 | Ulster | 12 - 8 | Leinster |  |  |

| Bandera de Irlanda     |
| Campeón Ulster         |
| Vigésimo quinto título |